# Lebanon (comté de Dodge, Wisconsin)
Pour les articles homonymes, voir Lebanon.
Lebanon est une ville du comté de Dodge dans le Wisconsin.
Sa population était de 1 659 habitants en 2010.